# Lielupe
Lielupe (u latvijskoj transliteraciji: Velika rijeka, njem.  Kurländische Aa) je rijeka u središnoj Latviji. Dužina rijeke iznosi 119 kilometara (310 kilometara ako se uključi tok rijeke Nemunėlis), a površina porječja 17.600 četvornih kilometara. Prosječni istjek rijeke iznosi 106 kubnih metara u sekundi, iako je najveći (maksimalni) istjek od 1.380 m³/s izmjeren tijekom poplavnih razdoblja.

## Fizička geografija
Lielupe nema pravi riječni izvor, već nastaje spajanjem rijeka Nemunėlis i Mūše u blizini grada Bauske. U gornjem toku rijeka teče dolomintnom podlogom stvarajući riječnu dolinu nanošenjem skupljenog materijala. Srednji tok rijeke započinje oko mjesta Mežotne, gdje se počnje širiti i stvarati meandre čime povećava svoju dubina. Na područje povijesne pokrajine Semigallie rijeka nastavlja širiti svoj tok, jer nema značajnijih prirodnih prepreka na putu. Time mijenja i reljef okolnog prostora na kojem su se razvile močvare sa šumama trstike, rogoza i riječnih trava (vodena kuga, vodeni žabnjak, lopoč, lokvanj). U svom srednjem toku, zbog jačanja bočne erozije, rijeka stvara potkovasta jezera zvana i mrtvaje te usporava brzinu svoga toka. 
U svom donjem toku rijeka počinje teći paralelno sa smjerom pružanja Riškog zaljeva, a kod grada  Jūrmale je od Baltičkog mora udaljena svega 27 kilometara. Veći dio rijeke se ulijeva u Baltičko more, dok se jedan manji dio odvaja i ulijeva u Zapadnu Dvinu (Daugavu). Današnje ušće rijeke formirano je oko 1755. godine, a do tada je Lielupa bila mali kanal koji je spajao Riški zaljev i Rigu.
Oko 50-55% vode rijeka dobiva iz otopljenog leda i snijega, pa ima snježno-kišni riječni režim sličan kao hrvatska rijeka Drava, koji ovisi o otapanju snijega u višim područjima.

## Vanjske poveznice
- (engl.) Informacije o rijeci Lielupe na mrežnim stranicama FAO-a